# Vlag van de Falklandeilanden

Vlag van de Falklandeilanden

Handelsvlag van de Falklandeilanden

De huidige vlag van de Falklandeilanden bestaat uit een blauw doek met linksboven in de hoek de Union Jack - de Britse vlag - en het wapen van de Falklandeilanden. Het ontwerp is gebaseerd op het blauwe Britse vaandel. De handelsvlag van de Falklandeilanden heeft hetzelfde ontwerp als de landsvlag, maar op een rode ondergrond. Deze vlag is gebaseerd op het Britse rode vaandel.
De Union Jack geeft de status van de eilanden aan, namelijk dat ze een overzees territorium van het Verenigd Koninkrijk zijn.
De huidige Falklands-vlag werd op 25 januari 1999 aangenomen.

## Historische vlaggen

### 1764-1833
Van 1764 tot 1833 was de situatie op de Falklandeilanden nogal verwarrend: verschillende eilanden in de archipel werden door verschillende staten geclaimd, soms zonder elkaars medeweten. Hieronder een beknopte geschiedenis:
In 1764 stichtte de Fransman Louis-Antoine de Bougainville een marinebasis, Port Louis (Oost-Falkland). De Fransen noemden de Falklandeilanden Îles Malouines, naar de vissers uit Saint-Malo die kortstondig op de archipel woonden. De Britten stichtten in 1765 een nederzetting, Port Egmont, op West-Falkland, terwijl ze niets wisten van de Franse aanwezigheid. In 1766 verkochten de Fransen Port Louis aan de Spanjaarden, die de Britten in 1770 de oorlog verklaarden. In 1771 werd met een overeenkomst een einde gemaakt aan het conflict: West-Falkland werd van de Britten, Oost-Falkland van de Spanjaarden. De eilanden bleven echter lange tijd nauwelijks bewoond.
In 1820 en 1829 stichtten de Argentijnen, die kort daarvoor onafhankelijkheid hadden verkregen van Spanje, nederzettingen op de Falklandeilanden. Luis Vernet werd aangesteld als Argentijns gouverneur; de Argentijnen waren van plan de eilanden te koloniseren. In 1833 bezetten de Britten de eilanden opnieuw en maakten ze tot een overzees gebiedsdeel van het Verenigd Koninkrijk.

### 1833-1865

Union Flag

Vanaf de bezetting van de eilanden door het Verenigd Koninkrijk op 3 januari 1833 tot de vervanging van de vlag in 1865 wapperde de Union Flag op de Falklandeilanden.

### 1865-1925
De vlag van de Falklandeilanden die van 1865 tot 1925 werd gebruikt was een Brits blauw vaandel met in het blauwe vlak een witte schijf, waarin het oudste wapen van de Falklands staat met daarop het schip de Desire en op het land een koe/vee.

### 1925-1948
Van 1925 tot 29 september 1948 werd een ander wapen op de vlag geplaatst, met een zeehond, de Desire en het motto "Desire the Right".

### 1948-1982, 1982-1999
Van 29 september 1948 tot 2 april 1982 en van 14 juni 1982 tot 25 januari 1999 werd een vlag gebruikt met een derde wapen en het motto in de witte schijf. In de tussenliggende periode wapperde de Argentijnse vlag op de eilanden.
De witte schijf verdween in 1999 van de vlag van de Falklandeilanden en ook op vele andere vlaggen van Britse overzeese gebiedsdelen. Het wapen werd in een groter formaat rechtstreeks op het blauwe vlak geplaatst.

### Afbeeldingen

? Vlag van de Falklandeilanden (1876–1925)
?  Vlag van de Falklandeilanden (1925–1948)
?  Vlag van de Falklandeilanden (1948–1999), met uitzondering van de bezetting van de eilanden door Argentinië van 2 april tot 14 juni 1982
? Handelsvlag van de Falklandeilanden (1948-1999), wordt af en toe nog gebruikt

Vlag van de gouverneur van de Falklandeilanden (1876–1925)
Vlag van de gouverneur van de Falklandeilanden (1925–1948)
Vlag van de gouverneur van de Falklandeilanden (1948–1999)
Vlag van de gouverneur van de Falklandeilanden (sinds 1999)